# لوك مابلي
توماس لوك مابلي (بالإنجليزية: Thomas Luke Mably)‏ وهو ممثل إنكليزي بريطاني ولد في يوم 1 مارس 1976 في مدينة لندن عاصمة إنجلترا مثل في مسلسل دريم تيم وقام بدور الأمير إدفارد في فلم الأمير و أنا مع جوليا ستايلس، بدء بالعمل بالتمثيل منذ سنة 1999.

## روابط خارجية
- لوك مابلي على موقع IMDb (الإنجليزية)
- لوك مابلي على موقع ألو سيني (الفرنسية)
- لوك مابلي على موقع أول موفي (الإنجليزية)
- لوك مابلي على موقع قاعدة بيانات الأفلام السويدية (السويدية)
- لوك مابلي على موقع إن إن دي بي (الإنجليزية)
- لوك مابلي على موقع قاعدة بيانات الفيلم (الإنجليزية)
- لوك مابلي على موقع كينوبويسك (الروسية)